# Rolling Horse

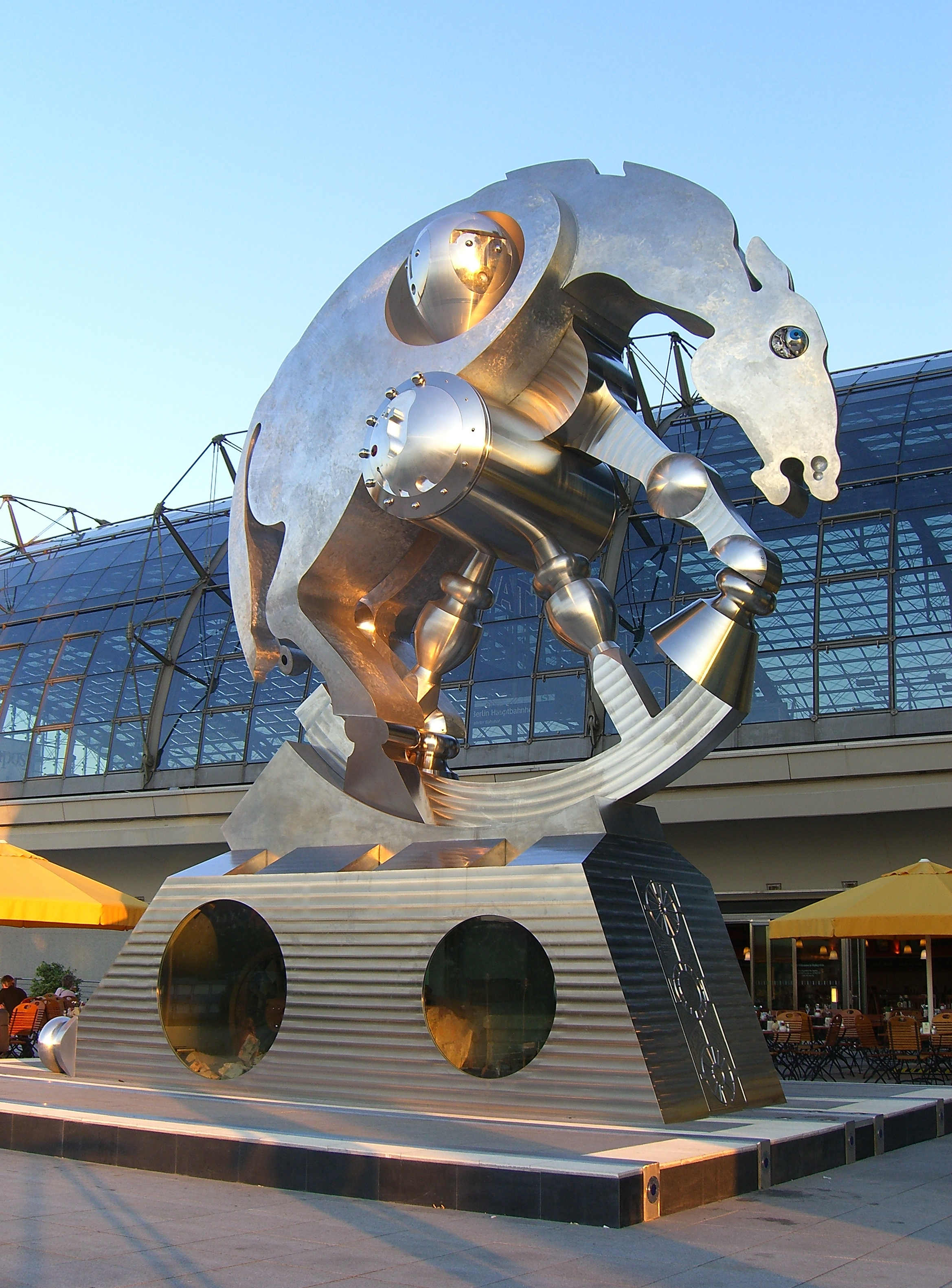
Skulptur „Rolling Horse“

Das Rolling Horse ist eine von Jürgen Goertz entworfene Skulptur auf der nördlichen Terrasse des Berliner Hauptbahnhofs am Europaplatz. Die Skulptur besteht aus Edelstahl, Aluminium, Kunststoff, Glas und Stein. Sie ist 9,70 Meter hoch, 8,70 Meter breit und wiegt 35 Tonnen.
Dargestellt wird „eine dem Pferd nachempfundene Gestalt, die sich, kreisförmig krümmend, einem Radsegment zuordnet“. Im Sockel sind architektonische Versatzstücke des alten Lehrter Bahnhofs integriert, die durch vier Bullaugen betrachtet werden können.

## Kritik
Der Berufsverband Bildender Künstler Berlin hat das Kunstwerk nach der Errichtung im Mai 2007 öffentlich kritisiert. Es sei provinziell und ähnele zu stark der Skulptur S-Printing Horse desselben Künstlers, die in Heidelberg zwischen einem Gebäude der Heidelberger Druckmaschinen AG und dem dortigen Hauptbahnhof steht.
Beide Skulpturen wurden von Unternehmen in Auftrag gegeben, deren Vorstandsvorsitzender zum Zeitpunkt der Auftragserteilung Hartmut Mehdorn war (Heidelberger Druckmaschinen AG bzw. Deutsche Bahn).